# Мірсановське сільське поселення
Мірса́новське сільське поселення (рос. Мирсановское сельское поселение) — сільське поселення у складі Шилкинського району Забайкальського краю Росії.
Адміністративний центр — село Мірсаново.

## Населення
Населення сільського поселення становить 786 осіб (2019; 847 у 2010, 1048 у 2002).

## Склад
До складу сільського поселення входять:
| Населений пункт | Населення, осіб (2002) | Населення, осіб (2010) |
| --------------- | ---------------------- | ---------------------- |
| Апрелково, село | 26                     | 19                     |
| Кібасово, село  | 227                    | 185                    |
| Мірсаново, село | 795                    | 643                    |